# Círvia rivoliana
La círvia rivoliana (Seriola rivoliana) és una espècie de peix de la família dels caràngids i de l'ordre dels perciformes.

## Morfologia
Els mascles poden assolir els 160 cm de longitud total i als 59,9 kg de pes.

## Distribució geogràfica
Es troba als oceans Índic i Pacífic (des de Kenya i Sud-àfrica fins a les Illes Mariannes, les Illes Ryukyu, Nova Caledònia i des dels Estats Units fins al Perú, incloent-hi les Illes Galàpagos. Probablement, també, a les Seychelles. És absent al Mar Roig i a la Polinèsia Francesa) i a l'Atlàntic occidental (des de Cap Cod, Estats Units, fins al nord de l'Argentina). La seua distribució a l'Atlàntic oriental no està ben establerta. També ha estat observat a l'illa de Lampedusa (Mediterrània).